# Anizjusz
Anizjusz – imię męskie pochodzenia greckiego, od anisos – „niejednakowy”.
Anizjusz imieniny obchodzi 30 grudnia.
Żeński odpowiednik: Anizja